# Чжун Сю'э
Чжун Сю'э (кит. упр. 钟秀娥, пиньинь Zhong Xiu’e; 19 января 1974) — китайская спортсменка, борец вольного стиля, пятикратная чемпионка мира, победитель Азиатских игры, призёр чемпионата Азии.

## Карьера
Борьбой начала заниматься с 1988 года. Выступала за борцовский клуб Пекинского спортивного университета, занималась поду руководством тренера Чжан Ся. Она завершила спортивную карьеру незадолго до того, как женская борьба была включена в программу Олимпиады. В 2008 году она был внесена в Зал славы FILA (ныне UWW). Наряду с Лю Дунфэн они стали единственными китайскими борцами, достигшими такого признания.